# Llista de religions i tradicions espirituals
Aquesta és una llista de totes les religions i creences espirituals, inclou tant les practicades hui en dia com les ja no practicades. Es presenten de manera classificada sense estar exemptes de limitacions com és la naturalesa disjunta entre grups de religions.

## Religions abrahàmiques
Grup de religions monoteistes agrupades perquè prenen com a referència Abraham com un dels seus patriarques.

### Fe babí
- Fe babí
- Azali

### Fe bahà'í
- Fe bahà'í

### Cristianisme
categoria:Corrents del cristianisme
Esglésies orientals no romanes d'Orient
- Església Assíria Oriental
- Esglésies ortodoxes orientals

Catolicisme
- Església catòlica
- Església Catòlica Romana
- Esglésies Catòliques Orientals

Ortodòxia
- Església Ortodoxa

Protestantisme
categoria:Confessions protestants

#### Altres grups
Vegeu també: categoria:Nous moviments religiosos d'arrel cristiana
- Moviment d'Estudiants de la Bíblia
- Universalisme cristià
- Moviment dels Sants dels Últims Dies
- No-trinitarisme
- L'Església de Déu Totpoderós
- Swedenborgianisme
- Unitarisme
- Moviment de la Creativitat

### Gnosticisme
Categoria:Gnosticisme
Gnosticisme cristià
- Ebionites
- Cerdonians
  - Marcionisme (en part)
- Colorbasians
- Simonians

Gnosticisme primitiu
- Borborites
- Caïnites
- Carpocracians
- Ofites
- Hermetisme

Gnosticisme medieval
- Catarisme
- Bogomilisme
- Paulicianisme
- Tondrakians
- Valdesos

Gnosticisme persa
- Mandeisme
- Maniqueisme
  - Bagnolians

Gnosticisme siroegipci
- Setians
  - Basilidians
  - Valentinians
    - Bardesanites

### Islam
Escoles Kalam
- Aixarisme
- Maturidisme
- Murgisme
- Mutazilisme

Kharigisme
- Ibadisme
- Azraqites
- Haruriyya
- Sufrites

Islam xiïta
- Ismaïlisme
  - Mustalites / Bohores
  - Nizarisme
  - Càrmata
- Jafarisme
  - Imamisme
    - Akhbarites
    - Kayssanites
    - Xaykhisme
    - Ussulisme

  - Alauites
- Zaidisme

Sufisme
- Bektaixisme
- Txixti
- Mevlevi
- Mujaddediya
- Naqxbandita
  - Jahriyya
  - Khufiyya
- Nimatullahi
- Qadiriyya
- Orde Internacional Sufí
- Sufisme Reorientat
- Suhrawardiyya
- Tijani
- Sufisme Universal
  - Danses de la Pau Universal
- Alevis

Islam sunnita
- Hanafisme
  - Barelvi
  - Deobandi
  - Gedimu
  - Jiheuani
  - Xidaotang
- Hanbalisme
- Malikisme
- Xafiisme
- Wahhabisme
- Salafisme

Altres grups islàmics
- Ahl-i Hakk
- Ahl-i Quran
- Ahmadia
  - Comunitat Musulmana Ahmadia
  - Moviment Ahmadia de Lahore
- Fundació al-Fatiha
- Canadian Muslim Union
- Drusos
- Islam europeu
- Nation of Gods and Earths
- Ittifaq al-Muslimín
- Jamaat al-Muslimín
- Jadidisme
- Musulmans liberals
- Muslim Canadian Congress
- Moorish Science Temple of America
- Mahdawi
- Nació de l'Islam
- Nuwaubianisme
- Progressive British Muslims
- Progressive Muslim Union
- Alcoranisme
- Tolu-e-Islam
- United Submitters International
- Zikri

### Judaisme
Categoria:Grups de jueus
Judaisme rabínic
- Judaisme ortodox
  - Haredí
  - Hassidim
  - Judaisme ortodox modern
- Judaisme conservador
  - Masorti
    - Unió pel Judaisme Tradicional
- Judaisme reformista
- Judaisme progressista
  - Judaisme liberal

Judaisme caraita
Judaisme modern no rabínic
Judaisme messiànic
- Judaisme alternatiu
- Judaisme humanista
- Renovació jueva
- Judaisme reconstruccionista

Grups històrics
- Essenis
- Fariseus (antecessors del judaisme rabínic)
- Saduceus (possibles antecessors del caraisme)
- Zelotes
  - Sicaris

Sectes que creien que Jesús era un profeta
- Ebionites
- Elcasaites
- Natzarens (secta jueva)
- Sabbateus
  - Frankisme

Hebreus africans
- Hebreus Africans de Jerusalem
- Església de Déu i els Sants de Crist
- Guardians dels Manaments

### Mandeus i sabians
- Mandeisme
- Sabianistes
  - Sabianistes d'Haran
  - Sabianistes Mandeistes

## Religions de l'Índia
Religions originades en l'Índia i religions i tradicions relacionades o derivades d'elles.
- Ayyavazhi

Moviment Bhakti
- Kabir Panth
- Sant Mat
- Ravidassia

### Budisme
Categoria:Corrents del budisme
- Budisme Nikaya (conegudes a occident com a Hinayana)
  - Theravada
    - Sri Lankan Amarapura Nikaya
    - Sri Lankan Siam Nikaya
    - Sri Lankan Ramañña Nikaya
    - Sangharaj Nikaya de Bangladesh
    - Mahasthabir Nikaya de Bangladesh
    - Thudhamma Nikaya de Birmània
      - Tradició Vipassana de Mahasi Sayadaw i deixebles

    - Shwekyin Nikaya de Birmània
    - Dvaya Nikaya de Birmània
    - Maha Nikaya de Tailàndia
      - Dhammakaya

    - Thammayut Nikaya de Tailàndia
      - Tradició del Bosc de Tailàndia
        - Tradició d'Ajahn Chah
- Mahayana
  - Budisme Humanista
  - Madhyamaka
    - Prāsangika
    - Svatantrika
    - Sanlun (Escola dels Tres Tractats)
      - Sanron

    - Maha-Madhyamaka (Jonangpa)

  - Nichiren
    - Nichiren Shū
    - Nichiren Shōshū
    - Nipponzan Myōhōji
    - Soka Gakkai

  - Terra Pura
    - Jodo Shu
    - Jodo Shinshu

  - Tathagatagarbha
    - Daśabhūmikā (absorbit en Huayan)
    - Huayan
      - Hwaeom
      - Kegon

  - Tiantai
    - Tendai
    - Cheontae

  - Yogācāra
    - Cittamatra (Tibet)
    - Vijnanavada o Faxiang
      - Beopsang
      - Hossō

  - Chan / Zen / Seon / Thien
    - Caodong
      - Sōtō
        - Línia Keizan
        - Línia Jakuen
        - Línia Giin

    - Linji
      - Rinzai
      - Ōbaku
      - Fuke-shu
      - Budisme Won: budisme reformat coreà

    - Escola Zen de Kwan Um
    - Sanbo Kyodan
- Vajrayana
  - Shingon (budisme)
  - Budisme tibetà
    - Bön
    - Gelukpa
    - Kagyupa
      - Dagpo Kagyu
        - Karma Kagyu
        - Barom Kagyu
        - Tsalpa Kagyu
        - Phagdru Kagyu
        - Drikung Kagyu
        - Drukpa Kagyu

      - Shangpa Kagyu

    - Nyingmapa
    - Sakyapa
      - Jonangpa
- Nous moviments budistes
  - Aum Shinrikyo
  - Via del Diamant
  - Orde d'Amics del Budisme Occidental
  - Nova Tradició Kadampa
  - Share International
  - Veritable Escola de Buda
  - Moviment Vipassana

### Din-i-Ilahi
- Din-i-Ilahi

### Hinduisme
Categoria:Escoles de l'hinduisme
- Swaminarayan
- Xrauta
- Lingajatisme
- Xaivisme
- Xactisme
- Tantrisme
  - Ananda Marga
- Smartisme
- Vixnuisme
  - Vixnuisme Gaudiya
    - ISKCON (Hare Krishna)
- Moviments reformistes hinduistes
  - Arya Samaj
  - Brahmo Samaj

Escoles principals de la filosofia hindú
- Nyaya
- Purva mimamsa
- Samkhya
- Vaisheshika
- Vedanta (Uttara Mimamsa)
  - Advaita Vedanta
  - Aurobindo (Yoga integral)
  - Vishishtadvaita
  - Dvaita Vedanta
- Ioga
  - Ashtanga ioga
  - Bhakti ioga
  - Hatha ioga
  - Siddha ioga
  - Surat Xabd ioga
  - Ioga tàntric
  - Sahaja ioga

### Jainisme
- Digambara
  - Bisapanthi
  - Digambar Terapanth
  - Taran Panth
  - Kanji Panth
  - Gumanapantha
  - Totapantha
- Shvetambara
  - Svetambar Terapanth
  - Murtipujaka o Deravasi
  - Sthanakvasi

### Sikhisme
- Khalsa
  - Nihang
- Amritdhari
- Namdhari o Kuka Sikhs
- Sahajdhari Sikh
- Ravidasi

## Religions iranianes
- Fe babí
- Fe bahà'í
- Mandeisme

### Maniqueisme
- Maniqueisme

### Mazdakisme
- Mazdakisme

### Mitraisme
- Mitraisme

### Jazdanisme
- Alevi
- Yarsani
- Yazidi

### Zoroastrisme
- Zurvanisme

## Religions asiàtiques orientals
Confucianisme
- Neoconfucianisme
- Nou Confucianisme

Xintoisme
Daoisme

### Altres
- Caodaisme
- Religió popular xinesa
- Chondogyo
- Falun Gong
- Hoa Hao
- I-Kuan Tao
- Jeung San Do
- Moïsme
- Oomoto
- Seicho-No-Ie
- Tenrikyo

## Religions afroamericanes
Religions desenvolupades a Amèrica pels esclaus africans i els seus descendents, principalment a les illes del Carib i Llatinoamèrica, i al sud dels Estats Units. Deriven de religions tradicionals africanes.
- Batuque
- Candomblé
- Mitologia dahomey
- Mitologia haitiana
- Kumina
- Macumba
- Mami Wata
- Obeah
- Oyotunji
- Quimbanda
- Santeria (Lukumi)
- Umbanda
- Vudú

## Religions tradicionals indígenes
Tradicionalment, són creences classificades com a "paganes", qualificades pels estudiosos com a religions indígenes, primitives, populars o ètniques.

### Africanes
Àfrica occidental
- Àkans
- Aixanti (Ghana)
- Mitologia Dahomey
- Efik (Nigèria, Camerun)
- Igbo (Nigèria, Camerun)
- Isokos (Nigèria)
- Religió yoruba (Nigèria, Benín)

Àfrica central
- Mitologia bushongo (Congo)
- Mitologia bambuti (Congo)
- Mitologia lugbara (Congo)

Àfrica Oriental
- Mitologia akamba (Kenya Oriental)
- Mitologia dinka (Sudan)
- Mitologia lotuko (Sudan)
- Mitologia massai (Kenya, Tanzània)

Àfrica meridional
- Religió khoisan
- Mitologia lozi (Zàmbia)
- Mitologia tumbuka (Malawi)
- Mitologia zulu (Sud-àfrica)

### Americanes
- Mitologia abnaki
- Anishinaabe
- Mitologia asteca
- Mitologia Piegan
- Mitologia dels cherokees
- Mitologia chickasaw
- Mitologia choctaw
- Mitologia creek
- Mitologia crow
- Ghostdance
- Mitologia guaraní
- Mitologia haida
- Mitologia Ho-Chunk o winnebago
- Mitologia hopi
- Mitologia inca
- Indian Shaker Church
- Mitologia inuit
- Mitologia dels iroquesos
- Keetoowah Nighthawk Society
- Kuksu
- Mitologia kwakiutl
- Mitologia lakota
- Mitologia leni lenape
- Religió de la Casa Comunal
- Mitologia maputxe
- Mitologia maia
- Midewiwin
- Miwok
- Native American Church
- Mitologia navaho
- Mitologia nootka
- Mitologia ohloneo
- Mitologia olmeca
- Mitologia pomo
- Mitologia pawnee
- Mitologia salish
- Religió selknam
- Religions afroamericanes
- Mitologia seneca
- Southeastern Ceremonial Complex
- Dansa del Sol
- Mitologia tsimshian
- Urarina
- Mitologia ute
- Mitologia wyandot
- Mitologia de l'Ètnia zuñi

### Eurasiàtiques
Asiàtiques
- Bon
- Mitologia xinesa
- Mitologia japonesa
- Religió tradicional coreana
- Koshintō
- Xamanisme siberià i mitologia siberiana
- Tengrisme

Europees
- Mitologia bàltica
  - Mitologia estoniana
- Mitologia finesa i Paganisme finès
- Religió esquimal
- Fe Marla
- Xamanisme popular a Hongria
- Xamanisme sami
- Tadibya

### Oceania i Pacífic
- Mitologia dels aborígens australians
- Creences austronèsies
  - Mitologia balinesa
  - Creences javaneses
  - Mitologia melanèsia
  - Mitologia micronèsia
    - Modekngei
    - Religió indígena de Nauru

  - Mitologia filipina
    - Anito
    - Gabâ
    - Kulam

  - Mitologia polinèsia
    - Mitologia hawaiana
    - Mitologia dels maoris
      - Religió dels maoris

    - Mitologia Rapa Nui
      - Moai
      - Tangata manu

#### Cultes cargo
- John Frum
- Culte a Johnson
- Moviment del Príncep Felip
- Follia de Vailala

## Politeisme històric

### Pròxim Orient Antic
- Religió de l'antic Egipte
- Religions semítiques antigues
- Mitologia mesopotàmica
  - Mitologia àrab (preislàmica)
  - Religió babilònica i assíria
    - Mitologia babilònica
    - Mitologia caldea

  - Mitologia canaanita
    - Religió canaanita

  - Religió hitita
  - Mitologia persa
  - Mitologia sumèria

### Indoeuropa
- Religió protoindoiraniana
  - Vedisme històric
  - Zoroastrisme
- Mitologia bàltica
- Mitologia celta
  - Mitologia britònica
  - Mitologia gaèlica
- Mitologia germànica
  - Mitologia anglosaxona
  - Mitologia germànica continental
  - Mitologia nòrdica
- Religió grega
- Mitologia hongaresa
- Religió romana
- Mitologia eslava

### Hel·lenística
- Religió mistèrica
  - Misteris d'Eleusis
  - Mitraisme
  - Orfisme
- Pitagorisme
- Religió gal·loromana

## Monoteisme històric no abrahàmic
- Atenisme

## Misticisme i ocultisme

### Esoterisme i misticisme
- Antroposofia
- Misticisme cristià
- Cristianisme esotèric
- Misticisme hindú
  - Tantra
  - Vaastu Shastra
- Martinisme
- Meher Baba
- Rosicrucianisme
  - Antic i Místic Orde de la Rosa-Creu
  - Societat de la Rosa-Creu
- Sufisme
- Teosofia

### Ocultisme i màgia
- Màgia ceremonial
  - Màgia d'Enoc
  - Ars Goetia
- Màgia del caos
- Hoodoo
  - Vudú de Nova Orleans
- Kulam (Bruixeria de les Filipines)
- Ocultisme nazi
- Pow-wow
- Seiðr (Bruixeria nòrdica)
- Thelema
- Wicca
- Bruixeria contemporània

## Neopaganisme

### Sincrètic
- Adonisme
- Església de Tots els Mons
- Església d'Afrodita
- Feraferia
- Neodruïdisme
- Neoxamanisme
- Moviments neo-völkisch
- Tecnopaganisme
- Universalisme unitari

### Ètnic
- Neopaganisme bàltic
- Neopaganisme celta
- Neopaganisme finès
- Neopaganisme germànic
- Neopaganisme hel·lènic
- Kemetisme
- Neopaganism romà
- Neopaganisme semític
- Neopaganisme eslau
- Taaraisme

## Nous moviments religiosos
Vegeu també: Categoria:Nous moviments religiosos

### Creativitat
- Creativitat (religió) o Església del Creador

### Nou Pensament
- Ciència Divina
- Ciència Religiosa
- Església d'Unitat
- Ciència Jueva
- Seicho-no-Ie

### Shinshukyo
- Església Messiànica Mundial
- Konkokyo
- Oomoto
- PL Kyodan
- Seicho-No-Ie
- Tenrikyo

## Religions de la Via de la Mà Esquerra
- Demonolatria
- Luciferianisme
- Satanisme
  - Església de Satanàs
- Setianisme

## Religions fictícies
Religions descrites en obres literàries, cinematogràfiques i de ficció.

## Religions paròdiques
- Església de l'Eutanàsia
- Pastafarisme
- Església dels SubGenis
- Església Maradoniana
- Unicorn Rosa Invisible
- Kibologia
- Església Baptista de Landover
- Últim Dijous
- Dudeisme
- Jashinisme

## Altres
- Deisme
- Discordianisme
- Eckankar
- Cultura Ètica
- Fraternitat de la Raó
- Quarta Via
- Humanisme
- Jediisme
- Juche
- Culte de la Raó i de l'Ésser suprem
- Meher Baba
- Native American Church
- Panteisme naturalista
- Panteisme
- Cienciologia
- Humanisme Secular
- Subud
- Universal Life Church
- Universalisme unitari